# Salašník horský
Salašník horský (Sialia currucoides) je středně velký zpěvný pták z čeledi drozdovitých.
Dorůstá 15 – 20 cm. Samec salašníka horského je jasně modrý s poněkud světlejším opeřením na spodní části břicha. Samice mají jednotvárněji modrá křídla a ocas, šedou hruď, temeno a hrdlo. Obě pohlaví mají také černý zobák a oči a poměrně dlouhé černě zbarvené končetiny.
Obývá oblasti ve vysokých nadmořských výškách v západní části Severní Ameriky až po Kanadu a Aljašku. Je převážně tažný a v zimě se často objevuje i v nižších polohách na území Mexika, ptáci z jižnějších populací však na svých hnízdištích často zůstávají po celý rok.
Salašník horský se živí převážně hmyzem, který chytá v letu nízko nad zemí, často však za kořistí vylétá i z pozorovatelny. Mimo hmyz však požírá také nejrůznější plody. Přes zimu se často shlukuje do hejn. Během námluv spolu samci často soupeří a jsou velice teritoriální. Hnízdí v otevřených horských krajinách, k hnízdění obvykle využívá opuštěné stromové dutiny.
Salašník horský je v současné době také symbolem států Idaho a Nevada.